# Иннокентий (Нерунович)

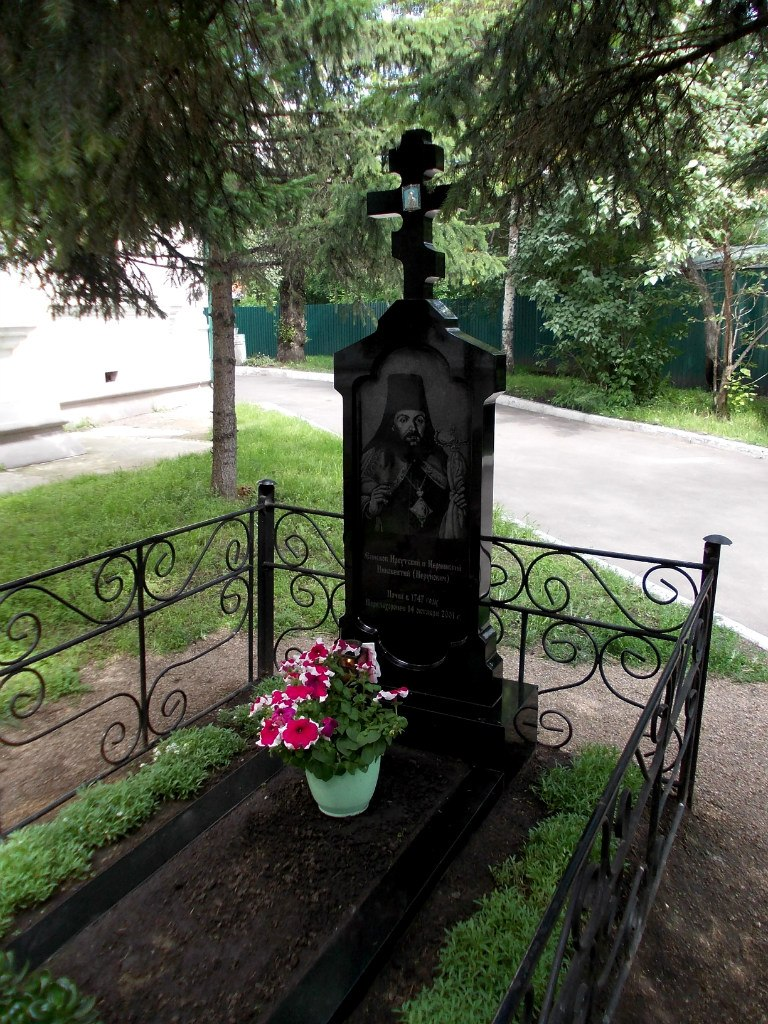
Могила Иннокентия (Неруновича) в Иркутске

Епи́скоп Инноке́нтий (в миру Иван Неруно́вич или Неронович; 1690-е, Киев — 26 июля 1747) — архиерей Русской православной церкви, епископ Иркутский и Нерчинский (1732—1747).

## Биография
Родился в городе Киеве. Окончил Киевскую духовную академию.
Пострижен в монашество в Киево-Братском монастыре и оставлен там на некоторое время наставником.
С 1727 года преподавал пиитику в Киевской академии в сане иеромонаха.
В 1728 году вызван в Москву преподавателем в Славяно-греко-латинскую академию.
В 1730 году назначен префектом Московской духовной академии.
5 июня 1732 года назначен епископом Иркутским и хиротонисан 25 ноября 1732 года. 
Ещё находясь в Москве, епископ Иннокентий собрал материал о своём новом месте служения. Добился окончательного решения вопроса о размежевании двух сибирских епархий, составил проект христианизации коренного населения. 20 октября 1733 года прибыл в Иркутск.
Преосвященный Иннокентий продолжил дело своего предшественника святителя Иннокентия (Кульчицкого). Столкнувшись с трудностями на новом месте, епископ Иннокентий ревностно взялся за порученное ему дело, выявив ряд злоупотреблений со стороны местного духовенства и светских властей. В частности, были арестованы и доставлены в Петербург вице-губернатор Жолобов, бригадир Сухарев и др.
Со вступлением его на иркутскую кафедру значительно усилилось миссионерство в Восточной Сибири. Заботясь о религиозном просвещении народов Сибири, преосвященный Иннокентий в первую очередь внёс предложение о том, чтобы проповедь велась на местных языках. Совместно с духовенством епархии он окрестил большое количество якутов и бурят, которые долгое время назывались «неруновскими».
Епископ Иннокентий давал указание духовенству учить прихожан молитвам, создавал школы для новокрещённых, строил церкви. Преосвященный ходатайствовал о различных льготах для новокрещёных. В Якутии он учредил школу для детей духовенства, а в отдалённых частях епархии построил до 30 церквей. В Иркутске основал монголо-русскую школу при Вознесенском монастыре, где преподавал латынь. В школе, впоследствии ставшей семинарией, бесплатно и на полном пансионе обучались дети коренных народов.
Скончался 26 июля 1747 года по пути следования в Петербург и захоронен в Спасопустынском монастыре неподалёку от Братского острога. Над могилой сначала была устроена часовня, затем церковь. В 1960-е годы прах перезахоронен на иркутское Радищевское кладбище. В 2001 году прах перенесён на территорию Знаменского монастыря.